# Heleomyza captiosa
Heleomyza captiosa är en tvåvingeart som beskrevs av Gorodkov 1962. Heleomyza captiosa ingår i släktet Heleomyza och familjen myllflugor. Inga underarter finns listade i Catalogue of Life.